# Gudinna vid hyperboreiskt hav

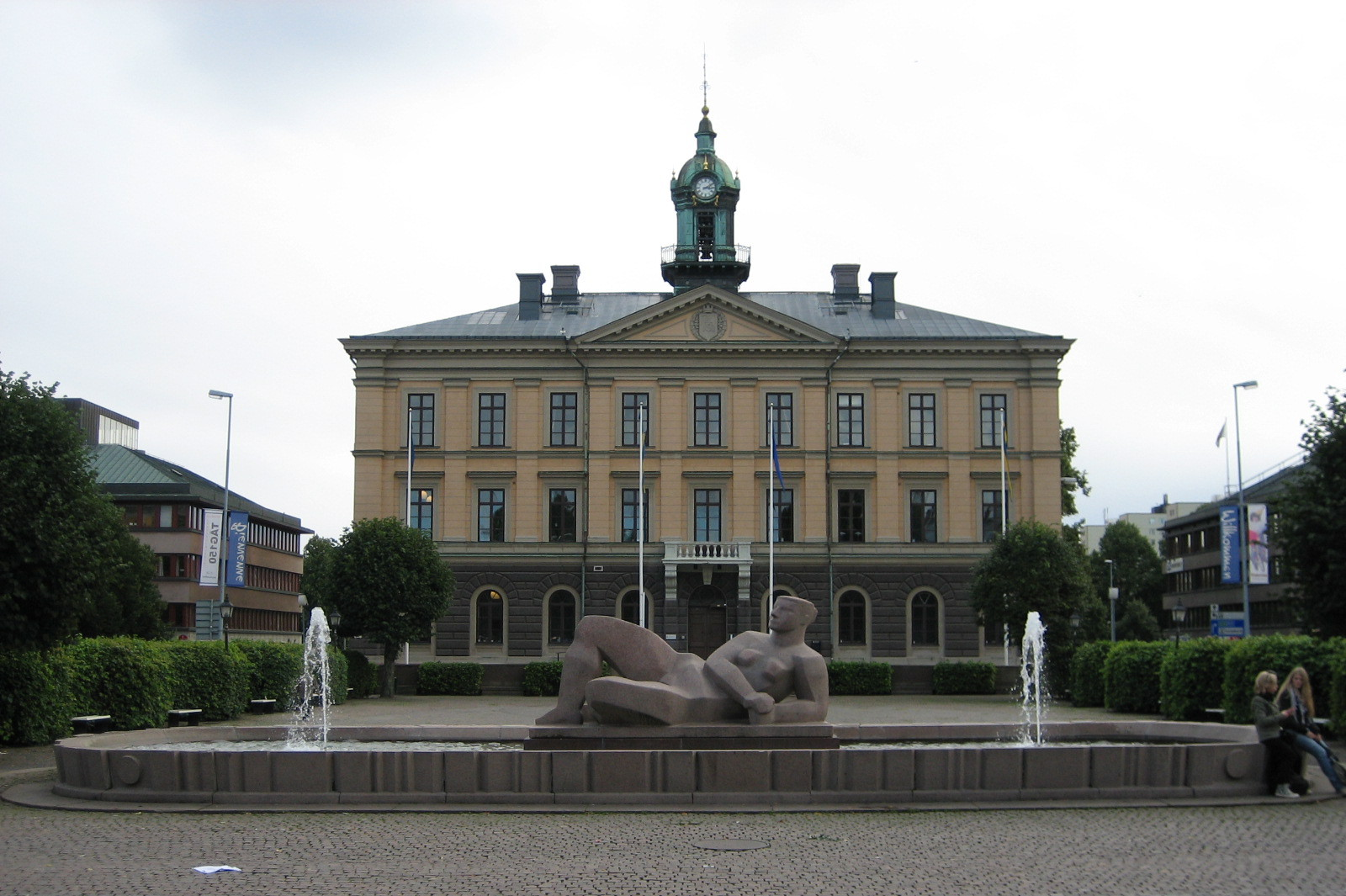
Rådhuset i Gävle sett från norr. I förgrunden Rådhustorget med Gudinna vid hyperboreiskt hav (äldre bild, platsen omgestaltad 2017).

Gudinna vid hyperboreiskt hav är en nästan fyra meter lång och åtta ton tung skulptur i småländsk granit av Eric Grate, som föreställer en monumental kvinnokropp. Formen är starkt reducerad på ett kubistiskt manér och figuren vilar i vatten. Den blev i maj 1956 uppställd på Rådhustorget i Gävle på initiativ av GDJ-fonden inför Gävles 500-årsfirande.
Gudinna vid Hyperboreiskt hav kallades till en början Gävle-Dalabrunnen eller Dalabrunnen och kallas i folkmun Fnasket i plasket. Hyperboréerna var enligt grekisk mytologi ett folk som var bosatta norr om nordanvinden.

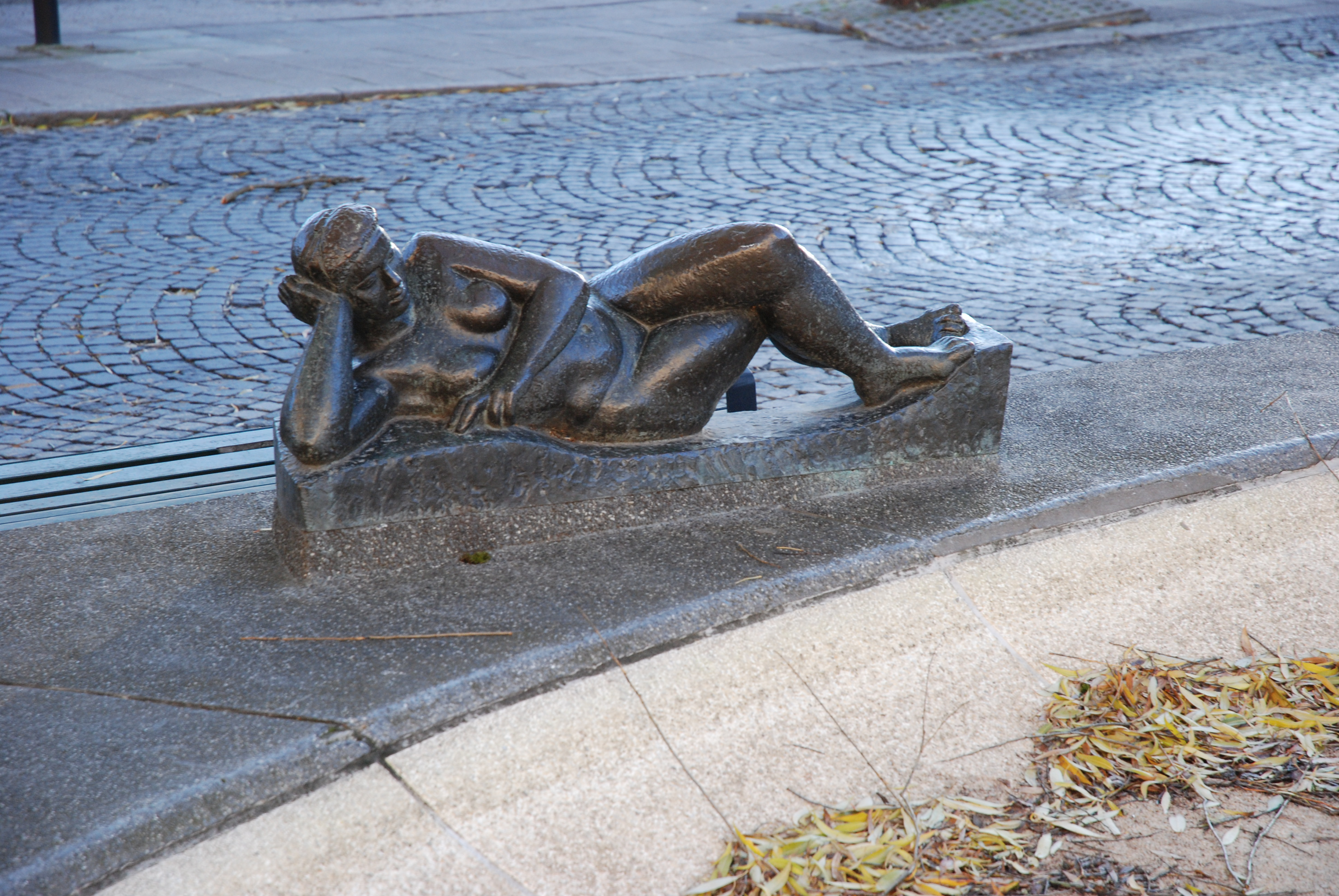
Liggande kvinna i Västertorp i Stockholm

Bronsskulpturen Liggande kvinna i Västertorp är en något tidigare skulptur av Eric Grate på samma tema. 